# Wüstit
Wüstit ist ein selten vorkommendes Mineral aus der Mineralklasse der „Oxide und Hydroxide“ mit der chemischen Zusammensetzung FeO und damit chemisch gesehen Eisen(II)-oxid (auch Eisenoxydul).
Wüstit kristallisiert im kubischen Kristallsystem und entwickelt überwiegend Krusten, interkristalline Füllungen und massige Aggregate, die einen metallischen Glanz aufweisen. Er ist in jeder Form undurchsichtig und zeigt im Tageslicht eine braune und schwarze Farbe. Im Auflicht erscheint er dagegen grau.

## Etymologie und Geschichte
Benannt wurde Wüstit 1927 nach dem deutschen Eisenhüttenkundler und Gründungsdirektor des Kaiser-Wilhelm-Instituts für Eisenforschung, Fritz Wüst (1860–1938).
Erstmals wissenschaftlich beschrieben wurde das Mineral 1927 von Rudolf Schenck und Th. Dingmann. Als Typlokalität gilt Scharnhausen in Baden-Württemberg.

## Klassifikation
Bereits in der veralteten 8. Auflage der Mineralsystematik nach Strunz gehörte der Wüstit zur Mineralklasse der „Oxide und Hydroxide“ und dort zur Abteilung der „Verbindungen mit M2O und MO“, wo er zusammen mit Bunsenit, Calciumoxid, Manganosit, Monteponit und Periklas sowie im Anhang mit Murdochit die „Periklas-Reihe“ mit der Systemnummer IV/A.04 bildete.
Im zuletzt 2018 überarbeiteten und aktualisierten Lapis-Mineralienverzeichnis nach Stefan Weiß, das sich aus Rücksicht auf private Sammler und institutionelle Sammlungen noch nach dieser klassischen Systematik von Karl Hugo Strunz richtet, erhielt das Mineral die System- und Mineral-Nr. IV/A.04-020. In der „Lapis-Systematik“ entspricht dies der ebenfalls der Abteilung „Oxide mit dem Stoffmengenverhältnis Metall : Sauerstoff = 1 : 1 und 2 : 1 (M2O, MO)“, wo Wüstit zusammen mit Bunsenit, Calciumoxid, Manganosit, Monteponit, Murdochit, Palladinit und Periklas die „Periklasgruppe“ bildet.
Auch die von der International Mineralogical Association (IMA) zuletzt 2009 aktualisierte 9. Auflage der Strunz’schen Mineralsystematik ordnet den Wüstit in die Abteilung der „Oxide mit dem Stoffmengenverhältnis Metall : Sauerstoff = 2 : 1 und 1 : 1“ ein. Diese ist allerdings weiter unterteilt nach dem genauen Stoffmengenverhältnis zwischen Kationen und Anionen sowie der relativen Größe der Kationen, so dass das Mineral entsprechend seiner Zusammensetzung in der Unterabteilung „Kation : Anion (M : O) = 1 : 1 (und bis 1 : 1,25); mit nur kleinen bis mittelgroßen Kationen“ zu finden ist, wo es zusammen mit Bunsenit, Calciumoxid, Manganosit, Monteponit und Periklas sowie dem inzwischen als Varietät von Periklas diskreditierten Ferroperiklas die „Periklasgruppe“ mit der Systemnummer 4.AB.25 bildet.
Die vorwiegend im englischen Sprachraum gebräuchliche Systematik der Minerale nach Dana ordnet den Wüstit ebenfalls in die Klasse der „Oxide und Hydroxide“ und dort in die Abteilung der „Oxide“ ein. Hier ist er zusammen mit Periklas, Bunsenit, Manganosit, Monteponit, Calciumoxid und Hongquiit in der „Periklasgruppe (Isometrisch, Fm3m)“ mit der Systemnummer 04.02.01 innerhalb der Unterabteilung „Einfache Oxide mit einer Kationenladung von 2+(AO)“ zu finden.

## Kristallstruktur
Wüstit kristallisiert unter Normalbedingungen kubisch in der Raumgruppe Fm3m (Raumgruppen-Nr. 225) mit dem Gitterparameter a = 4,31 Å sowie 4 Formeleinheiten pro Elementarzelle. Diese Kristallstruktur wird auch als NaCl- oder B1-Struktur bezeichnet.
Anders als sein außerordentlich stabiles Mg-haltiges Analog Periklas (MgO) durchläuft Wüstit schon bei Drücken, wie sie im Erdmantel auftreten, Phasentransformationen. Ab etwa 17 GPa und Temperaturen von etwa 300 K erfolgt der Übergang von der NaCl-Struktur (B1) zu einem rhomboedrischen Kristallgitter. Bei Temperaturen von etwa 600 K und mehr als 90 GPa findet der Übergang in eine NiAs-Struktur (B8) statt. Das Druckintervall, in dem die rhomboedrische Form stabil ist, ist umso breiter, je tiefer die Temperatur ist.

## Modifikationen und Varietäten
Magnesiowüstit, (Fe,Mg)O, ist eine magnesiumhaltige Varietät des Wüstits.

## Bildung und Fundorte

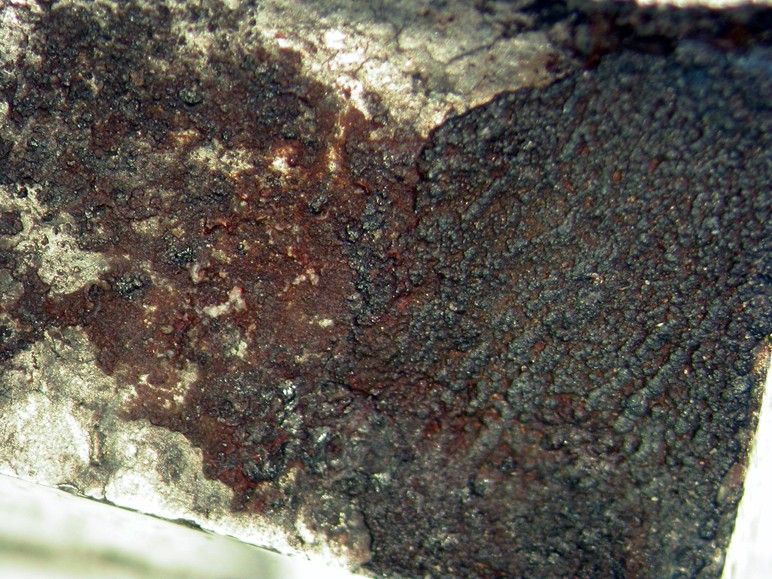
Schwarze Wüstit-Kruste auf der Oberfläche eines Meteoritenpartikels vom Sikhote-Alin-Meteorit, gebildet während dessen Bewegung durch die Atmosphäre. Die metallisch-weiße Matrix besteht aus Kamacit. Der braune, sekundäre Goethit wurde durch den Kontakt des Meteoriten mit einem nassen Untergrund gebildet (Sichtfeld ca. 1 × 0,8 cm)

Magnesiowüstit ist eine von zwei Hauptkomponenten des unteren Erdmantels, bildet sich an der Erdoberfläche jedoch vorwiegend als Umwandlungsprodukt von anderen eisenhaltigen Mineralien bei hohen Temperaturen in einer stark reduzierenden Umgebung wie in stark reduzierten eisenhaltigen Basalten. Er findet sich in Form von Einschlüssen in Diamanten, als Abscheidungsprodukt von Tiefseequellen (Schwarze Raucher) sowie als Fe-Mn-Mikrosphärolite in verschiedenen geologischen Umgebungen und in einigen Meteoriten. Als Begleitminerale treten unter anderem Akaganeit, gediegenes Eisen, Goethit, Hämatit, Ilmenit, Lepidokrokit, Magnetit, Maghemit, Pyrit, Pyrrhotit und Troilit auf.
In der Erdkruste ist Wüstit eine seltene natürliche Mineralbildung und konnte nur an wenigen Orten nachgewiesen werden, wobei bisher (Stand: 2019) rund 80 Fundorte dokumentiert sind. Neben seiner Typlokalität Scharnhausen fand sich das Mineral in Deutschland noch im Alluvialboden des Frohnbachs bei Oberwolfach in Baden-Württemberg, in den Schlacken des Eisenhüttenkombinats Ost (EKO) bei Eisenhüttenstadt in Brandenburg, im ehemaligen Steinbruch Bühl bei Weimar nahe Kassel in Hessen, im Hölltal nahe Lautenthal in Niedersachsen, in der Zinkhütte Genna in Iserlohn-Letmathe in Nordrhein-Westfalen und am Kammberg bei Joldelund in Schleswig-Holstein.
Weitere Fundorte liegen unter anderem in Australien, Aserbaidschan, China, Frankreich, Namibia, im Oman, in Polen, Rumänien, Russland, Südafrika, Tschechien, den Vereinigten Staaten von Amerika (USA) sowie außerhalb der Erde im Mondgestein.

## Verwendung
Wüstit ist ein wichtiges Zwischenglied bei der Reduktion von Eisenerzen und entsteht vor allem während des Verhüttungsprozesses im Hochofen aus dem zuvor gebildeten Magnetit. Die Gleichgewichtsreaktion zwischen Wüstit und Magnetit stellt sich wie folgt dar:
{\displaystyle \mathrm {2\ Fe^{II}Fe_{2}^{III}O_{4}\;{\overrightarrow {\longleftarrow }}\;6\ Fe^{II}O+\ O_{2}} }
Des Weiteren ist er auch als Verwitterungsprodukt von Eisen-Hütten-Schlacke oder bei der Heißverarbeitung bzw. Wärmebehandlung von Eisenmetallen (Walzzunder) bekannt.